# How Munched is That Birdie in the Window?
"How Munched is That Birdie in the Window?"[carece de fontes?] (em português: Mais Vale um Pássaro na Mão?) é o sétimo episódio da vigésima segunda temporada de The Simpsons que foi ao ar 28 de novembro de 2010.
O título do episódio é uma referência à canção de 1952, Quanto é que o cachorrinho na janela. O episódio foi exibido no Brasil dia 17 de abril de 2011 por engano em espanhol e a Fox Brasil informou em seu Twiter aos fãs que iria transmitir o episódio novamente em português no dia 24 de abril de 2011 antes de um novo episódio.

## Enredo
Durante uma tempestade, Homer conta uma história assustadora para os seus filhos, e um pombo chamado Raymond voa pela janela do Bart e quebra a asa. Não é possível devolvê-lo ao seu dono, pois Lisa revela que ela tem ornitofobia por isso é até Bart a enfermeira o pássaro de volta à saúde com as instruções dela. Sobre o processo de tornar-se saudável novamente, Bart usa o pombo para enviar mensagens entre pessoas, o que todo mundo gosta de ler para o seu tempo com o pombo, menos um Lisa deprimida (a única vez que ela ainda tenta entrar em contato com o pombo só reforça sua fobia, desde que Raymond barfs nos braços de Lisa). O pássaro exausto infelizmente é comido pelo Ajudante de Papai Noel, e tentativa de Homer e Bart para recuperar Raymond de boca ajudante, porque o passarinho cai de volta na boca do cão e entra em seu estômago, onde ele é instantaneamente digerido.
Depois de um funeral simbólico, Bart tem uma dificuldade em lidar com a perda e se torna louco em Ajudante de Papai Noel e começa a agir com frieza para com ele, deixando Homer e Marge preocupados como eles estão conscientes de que Bart tem dificuldade em perdoar as pessoas, mesmo para a menor ofensa (evidente pelo fato de que ele ainda não perdoa Millhouse por quebrar seu carro de brinquedo, acreditando ser um transformador.). Quando levá-lo para uma sessão de terapia com o Dr. Thurmond (Rachel Weisz), ela tenta convencer Bart que Ajudante de Papai Noel é uma criatura inocente que nunca tiveram a intenção de machucá-lo e que Bart deve perdoá-lo. quando esta falha (graças, em não pequena parte devido ao sabor Helper para aves), ela aconselha que os Simpsons que a única cura para a tristeza de Bart é dar o cachorro da família, deixando Lisa com raiva de Bart para forçá-los a abandonar o seu animal de estimação amado. Eles levá-lo para uma fazenda de avestruzes no estado up. Bart diz adeus à Ajudante de Papai Noel e diz que ele não deveria ter matado o pássaro, no entanto Homer consegue entrar em uma briga com um avestruz zangado e sociopathical que depois se transforma em Bart.
Depois de ser dito que é errado matar pássaros, Ajudante de Papai Noel deixa de auxílio Bart na luta, confuso na sua própria lealdade (por causa de Bart, ou suas ordens), deixando Bart para estrangular o avestruz até a morte na mesma forma Homer estrangula ele. Bart percebe que, em seguida, Ajudante de Papai Noel não poderia ajudar o que ele fez e pede desculpas por meio nutrir rancor como contra ele. a família voltar para casa com o cão e o avestruz Bart estrangulado amarrado ao carro, mas infelizmente para eles, o avestruz recobra a consciência e estrangula Homer (que estava dirigindo o carro no momento), através do telhado com o seu pé, deixando os Simpsons em uma situação perigosa.

## Recepção
Na sua transmissão original, "How Munched is That Birdie in the Window?", foi visto por um número estimado de 9.420 milhões de espectadores, com 4,1% de participação/10 nos adultos com idades entre 18 e 49, tornando-o o maior programa avaliado roteiro para a Fox na noite em que foi ao ar. O episódio também recebeu um aumento de 41% a partir do episódio anterior, "O Tolo Monty".